# Palazzo Modello (Triest)

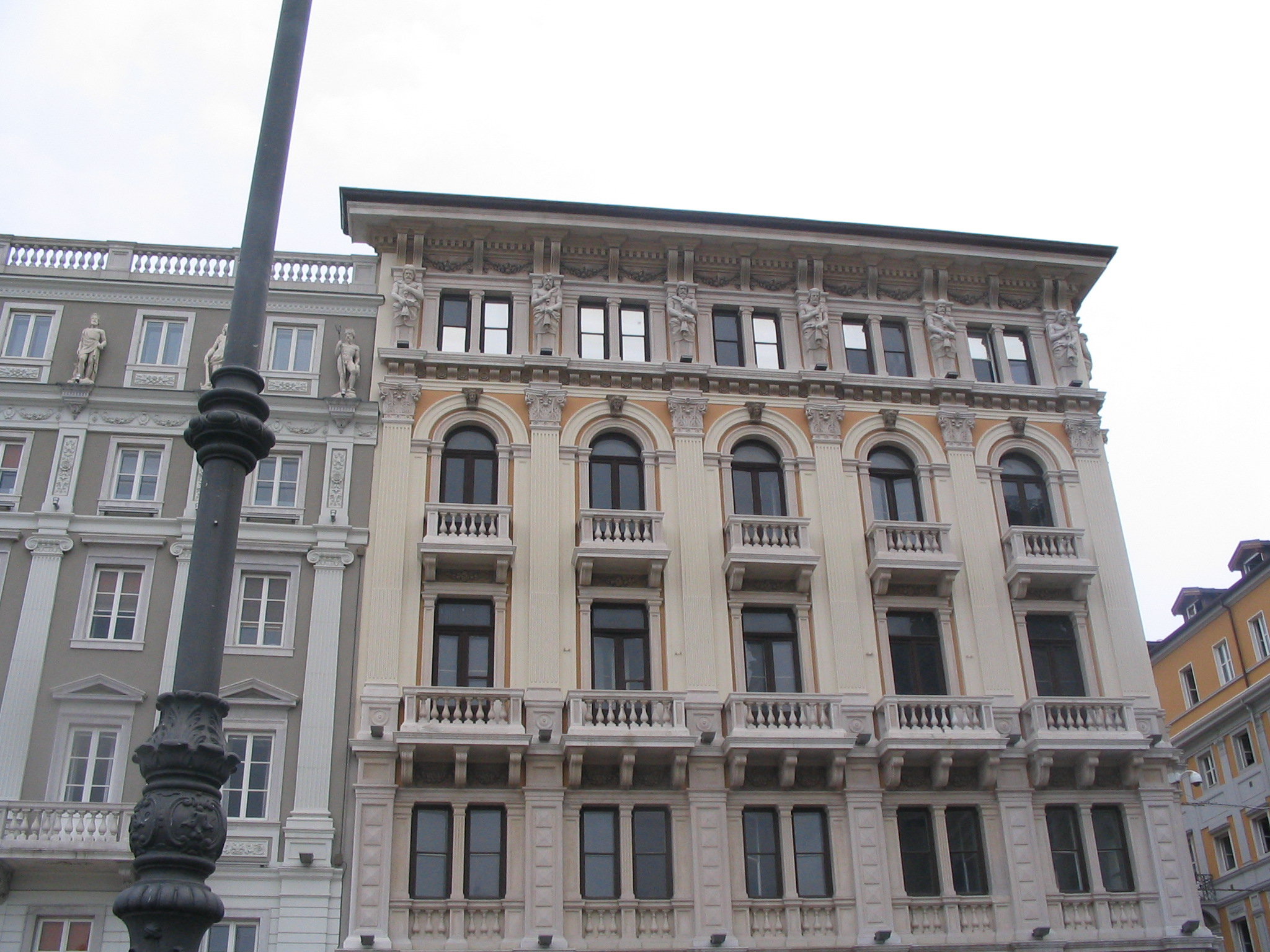
Palazzo Modello in Triest, Fassade zur Piazza dell’Unità d’Italia.

Der Palazzo Modello ist ein Palast aus dem 19. Jahrhundert in Triest in der italienischen Region Friaul-Julisch Venetien. Das Gebäude liegt an der Piazza dell’Unità d’Italia, zwischen dem Palazzo Stratti und dem Palazzo del Municipio.

## Geschichte

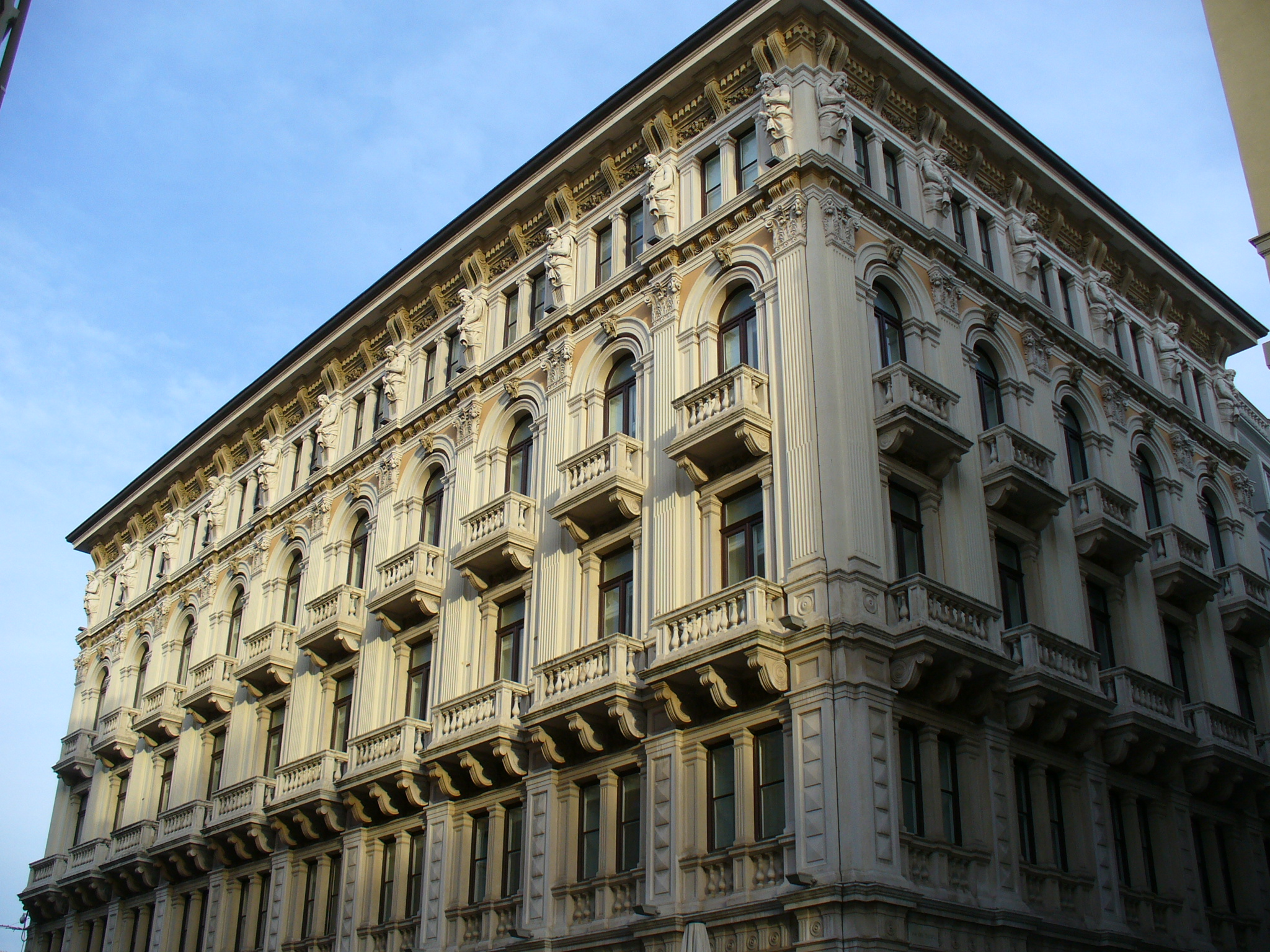
Fassaden zum Capo di Piazza und zur Via del Teatro.

Der Palast wurde in den Jahren 1871 und 1872 während der Arbeiten zur Stadtentwicklung der Piazza dell’Unità d’Italia erbaut. Er entstand auf einem Grundstück, auf dem früher eine spätmittelalterliche Kapelle stand, die dem Heiligen Petrus geweiht war – daher stammt der originale Name des Platzes, Piazza San Pietro -, und eine Kirche aus dem 16. Jahrhundert, die dem Heiligen Rochus geweiht war.
Nach dem Abriss der beiden Sakralgebäude 1870 beauftragte die Stadt Triest, die Eigentümerin des Grundstückes, den Architekten Giuseppe Bruni mit der Projektierung eines Palastes, der als Modell für die anderen Gebäude dienen sollte, die in den folgenden Jahren um den Platz herum errichtet werden sollten. So wurde auch der eklektische Stil der Fassaden sowohl von Grand Hotel Duchi d’Aosta, das im Folgejahr Eugenio Geiringer und Giovanni Righetti entwarfen, als auch vom Palazzo del Municipio, das Bruni selbst in den Jahren 1873–1875 entwarf, wiederaufgenommen.
Der Palast wurde 1872 fertiggestellt und diente anfangs als Hotel: Das Hotel Delòrme, wie es nach seinem französischen Besitzer hieß, war damals trotz seiner schönen und raffinierten Zimmer für seine erschwinglichen Preise bekannt.
Nach der Schließung des Hotels 1912 nutzte die Stadt die oberen Stockwerke für ihre Verwaltungsbüros, während im Erdgeschoss Ladengeschäfte untergebracht waren. In den 2000er-Jahren entschied sich die Stadt den Palast, der bei einem Brand erhebliche Schäden erlitten hatte, zu verkaufen; er wurde von Gasversorgungsgesellschaft Acegas – Aps übernommen. Die Gesellschaft, die 2014 in „AcegasApsAmga“ umbenannt wurde, ließ die Immobilie umbauen und richtete dort die Niederlassung ihre Direktion ein.

## Beschreibung
Das Gebäude zeichnet sich durch drei Fassaden aus, die in derselben Art und Weise dekoriert sind; sie zeigen auf die Via del Teatro, den Capo di Piazza und die Piazza dell’Unità d’Italia. Die vierte Gebäudeseite grenzt an den Palazzo Stratti an.
Der Palast hat fünf Stockwerke, die durch unterschiedliche Stile gekennzeichnet sind. Die Fenster im zweiten und im dritten Obergeschoss sind mit kleinen Balkonen versehen, die von Voluten gestützt werden. Zwischen den Fenstern befinden sich Lisenen, die im Erdgeschoss und im ersten Obergeschoss mit Bossenwerk dekoriert sind und im zweiten und dritten Obergeschoss mit kannelierten Halbsäulen mit korinthischen Kapitellen. Im vierten Obergeschoss befinden sich an Stelle der Lisenen eine Reihe von Atlanten, die in merkwürdigen Position behauen sind, sodass sie ihre Genitalien zu berühren scheinen. Die Fassaden schließen nach oben mit Traufgesimsen mit floralen Motiven ab.